# Muntanyes Rwenzori
La serralada de Ruwenzori, originalment Rwenjura i oficialment coneguda com a Rwenzori des que, el 1980, va ser reanomenada per assemblar-se més a aquest nom, és una petita serralada d'Àfrica situada a la frontera entre Uganda i la República Democràtica del Congo, que arriba fins als 5.109 m al pic Margarida (mont Stanley), cosa que fa que sigui el tercer cim de l'Àfrica després del Kilimanjaro i el mont Kenya. És una de les poques serralades muntanyoses d'Àfrica amb glaceres, amb el Kilimanjaro i el mont Kenya. Les glaceres, però, amenacen de desaparèixer per l'escalfament global.
El seu nom significa «faedor d'aigua», ja que aquestes muntanyes reben aproximadament 1.990 mm d'aigua, que donen lloc a nombrosos corrents, alguns dels quals alimenten el Nil Blanc.
El lloc, que abasta més de 100.000 hectàrees, és considerat com a Patrimoni de la Humanitat per la UNESCO des del 1994, amb el nom de «les muntanyes Rwenzori».

## Geografia

### Topografia

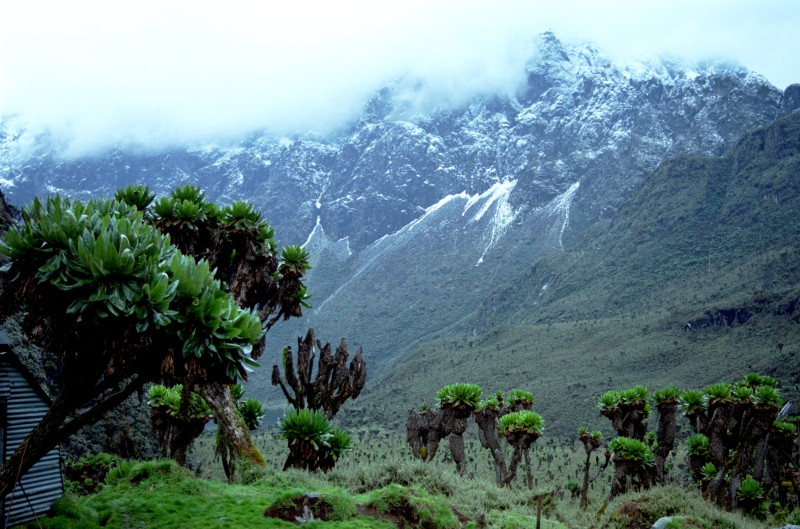
Vista del Ruwenzori.

La cadena té uns 120 km de llarg per 65 km d'ample. Consta de sis massissos separats per profundes valls: les muntanyes Baker, Emin, Gessi, Luigi di Savoia, Speke i Stanley (pic Margarida). Les muntanyes Stanley en són les més importants, amb diversos cims elevats. Inclouen el pic Margarida, el pic més elevat del massís, amb 5.109 metres.

### Geologia
Aquestes muntanyes es van formar amb l'aixecament de les vores de la part occidental del vall del Gran Rift. Estan formades per roques metamòrfiques i comprimides pel moviment de les plaques.

## Ecologia

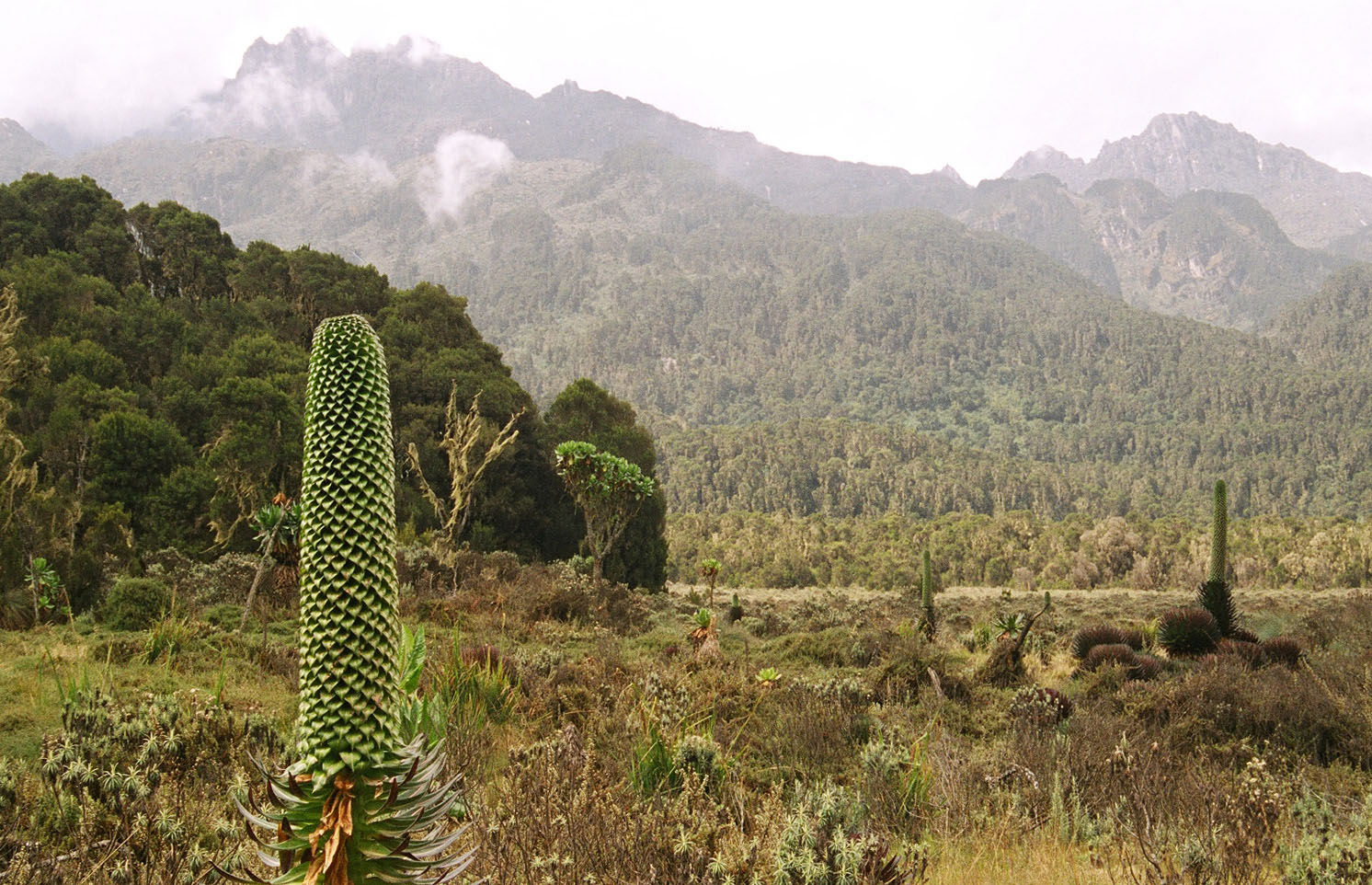
Lobelia gegant a les muntanyes Rwenzori.

La flora de Rwenzori és molt variada, i va des de la selva tropical al pis nival, amb glaceres que passen per tots els pisos intermedis. A causa de les condicions de temperatura i les pluges constants i significatives durant tot l'any, algunes espècies es desenvolupen de manera exuberant. Hi ha una important taxa d'endemisme, especialment en les zones de bosc ennuvolat, on l'aire saturat de boira permet el desenvolupament d'espècies completament inusuals, que mostren un gegantisme impressionant: Lobelia, Senecio battiscombei gegant, brucs, bambús.
La fauna silvestre n'inclou elefants, diverses espècies de primats i moltes espècies d'aus endèmiques. Hi ha animals estranys, com una mena de damà únic o el camaleó de Jackson. La major part de la cadena muntanyosa forma part del Patrimoni de la Humanitat protegit pel Parc Nacional de les Muntanyes Rwenzori a Uganda i el Parc Nacional dels Virunga a la República Democràtica del Congo.

## Història
Aquestes muntanyes van ser d'antuvi considerades com les «muntanyes de la Lluna», esmentades per Tolomeu com a les fonts del Nil, però les seves descripcions eren massa vagues per a poder saber-ho amb certesa. Van ser trobades gairebé 2.000 anys més tard pels europeus, en la figura de Henry Morton Stanley, el 1889. La primera ascensió del pic Margarida va tenir lloc el 1906 per part de duc dels Abruços.